# Шорт (Оклахома)
Шорт (англ. Short) — переписна місцевість (CDP) в США, в окрузі Секвоя штату Оклахома. Населення — 290 осіб (2020).

## Географія
Шорт розташований за координатами 35°34′6″ пн. ш. 94°29′43″ зх. д. / 35.56833° пн. ш. 94.49528° зх. д. (35.568198, -94.495373).  За даними Бюро перепису населення США в 2010 році переписна місцевість мала площу 28,31 км², з яких 28,03 км² — суходіл та 0,28 км² — водойми.

## Демографія
Згідно з переписом 2010 року, у переписній місцевості мешкали 293 особи в 117 домогосподарствах у складі 82 родин. Густота населення становила 10 осіб/км².  Було 132 помешкання (5/км²).
Расовий склад населення:
| - 74,1 % — білих - 21,8 % — корінних американців - 0,3 % — чорних або афроамериканців - 0,3 % — азіатів |

До двох чи більше рас належало 3,4 %. Частка іспаномовних становила 2,0 % від усіх жителів.
За віковим діапазоном населення розподілялося таким чином: 21,8 % — особи молодші 18 років, 61,1 % — особи у віці 18—64 років, 17,1 % — особи у віці 65 років та старші. Медіана віку мешканця становила 43,9 року. На 100 осіб жіночої статі у переписній місцевості припадало 104,9 чоловіків;  на 100 жінок у віці від 18 років та старших — 112,0 чоловіків також старших 18 років.
Середній дохід на одне домашнє господарство  становив 49 244 долари США (медіана — 31 731), а середній дохід на одну сім'ю — 54 088 доларів (медіана — 47 857). Медіана доходів становила 25 938 доларів для чоловіків та 30 179 доларів для жінок. За межею бідності перебувало 29,2 % осіб, у тому числі 41,6 % дітей у віці до 18 років та 0,0 % осіб у віці 65 років та старших.
Цивільне працевлаштоване населення становило 162 особи. Основні галузі зайнятості: освіта, охорона здоров'я та соціальна допомога — 21,0 %, виробництво — 19,1 %, роздрібна торгівля — 16,7 %, транспорт — 14,8 %.